# Till Pape
Till Pape (* 10. Dezember 1997 in Paderborn) ist ein deutscher Basketballspieler.

## Laufbahn
Pape begann seine Basketball-Vereinskarriere in der U6-Jugendmannschaft der Paderborn Baskets. 2011 gewann er mit dem Verein die deutsche Meisterschaft in der Altersklasse U14 und 2012 in der U16 (Jugend-Basketball-Bundesliga). In der Saison 2014/15 kam Pape zu ersten Kurzeinsätzen für die Männermannschaft seines Heimatvereins in der 2. Bundesliga ProA.
Nach bestandenem Abitur wechselte er 2015 zum Bundesligisten Ratiopharm Ulm und wurde dort zunächst in der Jugend sowie bei den Weißenhorn Youngstars, Ulms Nachwuchsfördermannschaft in der 2. Bundesliga ProB, eingesetzt. Er begann neben dem Basketballsport ein Medizinstudium. Im Januar 2017 gab er sein Debüt für Ulm in der Basketball-Bundesliga. Er wurde mit Weißenhorn ProB-Meister 2017 und trug zu diesem Erfolg mit Mittelwerten von 7,3 Punkten sowie 3,8 Rebounds (in 28 Einsätzen) bei. Mit der OrangeAcademy (Name der Weißenhorner Mannschaft nach Umbenennung und Umzug nach Ulm) verpasste er im Spieljahr 2017/18 den Klassenerhalt in der 2. Bundesliga ProA. In der Sommerpause 2019 wechselte er zum Zweitligisten VfL Kirchheim. Dort wuchs er in die Rolle des Leistungsträgers hinein und erzielte in der Saison 2021/22 im Durchschnitt 13,9 Punkte je Begegnung.
Im Mai 2022 wurde er vom Bundesligisten BG Göttingen unter Vertrag genommen. Bei den Niedersachsen überzeugte Pape in der Saison 2022/23 mit einem Mittelwert von 11,6 Punkten in 36 Bundesligaeinsätzen und trug zum Einzug ins Viertelfinale bei. Anschließend nutzte er eine Klausel, um aus seinem Zweijahresvertrag mit der BG Göttingen auszusteigen. Er wechselte gemeinsam mit Trainer Roel Moors von Göttingen zu den Telekom Baskets Bonn.
Zur Saison 2025/26 wechselte Pape zu den Frankfurt Skyliners.

### Nationalmannschaft
Pape gehörte zum Aufgebot der deutschen U16-Nationalmannschaft für die EM 2013 in Kiew und er nahm 2015 in der Basketball-Variante „3 gegen 3“ an der U18-Weltmeisterschaft in Ungarn teil. Im Mai 2017 erhielt er die Berufung in die U20-Nationalmannschaft.

## Privates
Neben seiner Laufbahn als Profibasketballer studiert Pape Medizin an der Universität Ulm und forscht zu minimalinvasiver robotergestützter Bauchspeicheldrüsen-Chirurgie.